# 오결
오결(吳潔)은 조선 전기의 문신이다. 본관은 해주(海州). 자는 언청(彦淸)이다. 부인은 전주 이씨(全州李氏)로 축산군(竺山君) 이효식(李孝植)의 딸이다.
1504년(연산군 10) 별시(別試) 문과에 정과(丁科)로 급제하였다.
여러 벼슬을 거쳐 1534년 대사간(大司諫)과 좌승지(左承旨)를 지내고, 1535년에는 도승지(都承旨)와 병조참판(兵曹參判)을 지냈고 1536년(중종 31년) 이조참판(吏曹參判)과 한성부판윤(漢城府判尹)을 역임하였으며, 1537년 형조판서(刑曹判書)에 이르렀다.

## 가족
- 조부 : 오상(吳湘) 
  - 아버지 : 오영창(吳永昌)
- 외조부 : 이의번(李宜蕃) 
  - 어머니 : 덕수 이씨(德水李氏)
  - 처부 : 축산군(竺山君) 이효식(李孝植) 
    - 부인 : 전주 이씨(全州李氏)